# Miguel Quiame
Miguel Quiame (sinh ngày 17 tháng 9 năm 1991) là một cầu thủ bóng đá người Angola thi đấu chuyên nghiệp cho Recreativo do Libolo, ở vị trí hậu vệ trái.

## Sự nghiệp
Quiame từng thi đấu bóng đá cho Académica Soyo, Petro Atlético, AEL Limassol, Benfica Luanda, Inter de Luanda và Recreativo do Libolo
Anh ra mắt quốc tế cho Angola năm 2010, và anh từng thi đấu tại Vòng loại giải vô địch bóng đá thế giới for them.